# Raymond Guerrier
Pour les articles homonymes, voir Guerrier (homonymie).
Raymond Guerrier est un peintre français né le 3 janvier 1920 à Paris et mort le 5 avril 2002 à Avignon.
Installé depuis 1955 à Eygalières, il est rattaché à l'École de Paris.

## Biographie
Le plus ancien tableau répertorié de Raymond Guerrier date de 1934. Autodidacte, l'artiste situe dans sa première jeunesse, faite pour beaucoup de la fréquentation des musées, le façonnement du tempérament austère et du refus du pittoresque qui le caractériseront. En artiste de la rigueur, il affirme ainsi : « les grands anciens m'ont surtout appris l'importance primordiale de la composition sévère ».
Raymond Guerrier se dit marqué par l'exposition Georges Braque, les ateliers, qu'il visite à la galerie Maeght en 1947. Au tout début des années 1950, tout en peignant, il exerce par nécessité le métier de photograveur. Recevant le prix de la Jeune Peinture de la galerie Drouant-David pour sa toile Poissons et masque en 1953, il en est en 1954 membre du jury aux côtés de Paul Rebeyrolle, Bernard Buffet et André Minaux, trois peintres avec qui il a alors en commun de se positionner, par des œuvres sombres, par une l'âpreté relevant du pessimisme de l'après-guerre, dans la suite de Francis Gruber,.
C'est en 1955 qu'il découvre la Provence et que, « de caractère solitaire et taciturne, il préfère s'éloigner de Paris et vivre à Eygalières » où il a pour voisin Jacques Winsberg et où il se lie d'amitié avec le poète provençal Charles Galtier. En 1961, il épouse Francesca (1926-2011), fille du peintre Francis Montanier (1895-1974), elle-même artiste peintre, mais aussi céramiste. En 1962 naît leur fille Juliette, en 1964 leur fils Francis et en 1966 leur fille Jeanne.
Le paysage qui l'entoure à Eygalières, de même que ses voyages qui lui offrent à voir l'Espagne, la Sardaigne, l'Italie, la Grèce, le Maroc, la Jordanie, Israël, amènent Raymond Guerrier, à compter de 1970, à éclaircir sa palette — demeurant néanmoins dans les « tons nus austères où dominent les ocres » observe Gérald Schurr —, puis à glisser progressivement vers l'abstraction, aboutissement d'« une figuration réduite à son essence, d'une peinture de grandes formes où ne sont retenus que les rythmes essentiels ».
Pierre Basset, dans son approche d'une œuvre qui couvre près de sept décennies, confirme ce que fut la quête exigeante de Raymond Guerrier : « recherche de l'essentiel, refus de l'anecdote, importance du réel et de sa profondeur, rôle-clé de la matière ».

## Illustrations
- Joseph d'Arbaud : La bête du Vaccarès, 27 lithographies originales de Raymond Guerrier sur grand papier vélin de Rives, tirage : 200 exemplaires numérotés, Marseille, Éditions les Bibliophiles de France, 1958.
- Vins Nicolas, catalogue, Éditions Draeger, 1973.

## Expositions

### Expositions personnelles
- Galerie Stiébel, Paris, 1952, 1954, 1954, 1956, 1957, 1958[12].
- Galerie Drouant-David, Paris, 1953.
- Redfern Gallery, Londres, 1953, 1955[12].
- Hammer Gallery, New York, 1957[12].
- Galerie Bost, Valence (Drôme), 1957[12].
- Galerie La Calade, Avignon, 1958[12].
- Galerie Simone Badinter, Paris, 1959[12].
- Galerie Motte, Genève, 1958[12], 1966.
- Galerie Hervé Odermatt, Paris, 1960, 1962, 1964.
- Rétrospective Guerrier, musée de l'Athénée, Genève, 1962[5].
- Galerie Jouvène, Marseille, 1964, 1967.
- Galleria Arte moderno, Caracas, 1964.
- Galerie Malaval, Lyon, 1966, 1972, 1977, 1980, 1983.
- Galerie Thot, Avignon, 1967.
- Galerie Tamara Pfeiffer, Bruxelles, 1967, 1975, 1977.
- Galerie de Paris, Paris, mars 1968[13], 1970, 1971.
- Galerie du Grand Mazel, Genève, 1969.
- Galerie du Fleuve, Bordeaux, 1970, 1978.
- Musée d'Art moderne, Le Havre, 1971.
- Cent-quinze peintures de Raymond Guerrier, musée d'Art et d'Histoire de Saint-Denis, mars-mai 1972.
- Centre culturel communal d'Aubagne, 1973[5].
- Galerie Helias, Paris, 1973.
- Galerie Ducastel, théâtre Louis-XIV, place Crillon, Avignon, 1973, 1974, 1976, juillet-août 1984 (Raymond Guerrier - Abandonner les apparences sans perdre la réalité)[14].
- Rétrospective Guerrier, cellier du château de Châteauneuf-du-Pape, 1974[5].
- Hôtel de ville, Arcueil, 1974.
- Salle du Spetier, Salon-de-Provence, 1976.
- Palais de arts et de la culture, Brest, 1977.
- Galerie Suillerot, Paris, 1977.
- Centre culturel de Châteauvallon, Toulon, 1977.
- Galerie des Trois ormeaux, Aix-en-Provence, 1978.
- Salle de l'Aigalier, Martigues, 1978.
- Centre culturel Jean Houdremont, La Courneuve, 1979.
- Maison de la culture, Ajaccio, 1979.
- Galerie Saint-Guillaume, Paris, 1979.
- Théâtre de l'Olivier, Istres, 1980.
- Galerie L'escapade, Genève, 1980.
- Galerie Contrastes, Limoges, 1981.
- Institut français de Cologne, 1981.
- Hôtel de ville, La Seyne-sur-Mer, 1981.
- Galerie la Salle basse, Martigues, 1982.
- Galerie Frank Ricci, Avignon, 1982.
- Action locale pour les arts plastiques de Longèves, 1982.
- Musée Réattu, Arles, 1984.
- Chapelle du Grand-Couvent, Cavaillon, 1985, 1988[5].
- Galerie Hélène Trintignant, Montpellier, 1986.
- Centre de la Minoterie, Mont-de-Marsan, 1986.
- Abbaye de Flaran, Valence-sur-Baïse, 1987.
- Cloître des Cordeliers, Tarascon, avril-mai 1987[15].
- Musée des Alpilles, Saint-Rémy-de-Provence, 1988.
- Galerie Berlioz, Sausset-les-Pins, 1989.
- Galerie Carnot, Poitiers.
- Orangerie du Sénat, palais du Luxembourg, Paris, 1989.
- Palais Bénédictine, Fécamp, mai-juin 1990[16].
- Galerie Florence Basset, moulin de la Grande Bastide, Flassans-sur-Issole, mars-avril 1996[17], mai-juillet 2002[18],[19],[20],[21],[22],[7].
- Musée Paul-Valéry, Sète, juillet-septembre 1996.
- Galerie Sabine Vazieux, Paris, 2007, 2009[23].
- Galerie 22, Coustellet, 2013[24].
- Rétrospective. Centième anniversaire de la naissance de Raymond Guerrier, musée Estrine, Saint-Rémy-de-Provence, septembre-décembre 2020[25].

### Expositions collectives
- Salon des indépendants, Paris, 1947, 1949, 1950[9],[26], de 1953 à 1957[12].
- Salon des moins de trente ans, Paris, 1948[12].
- Salon d'automne, Paris, 1951-1957[12].
- Salon de la rue de Seine, Paris, 1952.
- Salon de la Jeune Peinture, Paris, 1953, 1954, 1955[12].
- Salon de l'art sacré, Paris, 1953, 1954, 1955, 1958[12].
- Salon des peintres témoins de leur temps, palais Galliera, Paris, 1954, 1956, 1957[12].
- École de Paris, galerie Charpentier, Paris, 1954, 1956, 1957[12], 1960, 1961.
- Portraits par trente jeunes peintres, galerie Visconti, Paris, juin 1955.
- Biennale de Menton, 1955, 1957[12].
- Biennale de Turin, 1955[12], 1957.
- Visage de l'enfance : Raymond Guerrier, François Heaulmé, Richard Bellias, Jean Commère, Jean Pollet, Philippe Cara Costea, galerie Simone Badinier, Paris, 1956.
- Salon Comparaisons, Paris, 1956-1959[12].
- Biennale de jeune peinture et de jeune sculpture, pavillon de Marsan, Paris, 1956-1959[12].
- Festival mondial de la jeunesse et des étudiants, Moscou, juillet-août 1957.
- Biennale de Jeune Peinture contemporaine, Bruges, 1958.
- Salon des Tuileries, Paris, 1958, 1959[12].
- Bernard Buffet, Bernard Conte, Marcel Cramoysan, Jef Friboulet, Raymond Guerrier, galerie Malaval, Lyon, 1964.
- 3e Salon d'Angers, Raymond Guerrier et André Brasilier invités d'honneur, 1966.
- Provence et peintres d'aujourd'hui, musée Granet, Aix-en-Provence, 1967.
- Cent artistes provençaux, musée Cantini, Marseille, 1971.
- L'art et la cité - Festival de peinture-musique-mime-poésie - Constantin Andréou, Antonio Guansé, Serge Labégorre, Jacques Lagrange, Robert Lapoujade, Jean-Jacques Morvan…, église de Saint-Émilion, septembre 1978.
- 21 grandes toiles de Raymond Guerrier - 27 sculptures de Constantin Andréou, orangerie du château de Meudon, novembre 1995[16].
- Exposition de groupe : Philippe Cara Costea, Simone Dat, Raymond Guerrier, François Heaulmé, Michel Thompson, Claude Venard, galerie Florence Basset, Flassans-sur-Issole, septembre-novembre 1996.
- Peintures des années 1950-60 - Eduardo Arroyo, Henri Déchanet, Jacques Doucet, Raymond Guerrier, Alexandre Garbell…, La Capitale Galerie, du novembre 2008 au janvier 2009.
- La Réalité retrouvée - La Jeune Peinture, Paris, 1948-1958 : Françoise Adnet, Richard Bellias, Bernard Buffet, Philippe Cara Costea, Simone Dat, Gabriel Dauchot, Michel de Gallard, Raymond Guerrier, Roger Lersy, Bernard Lorjou, André Minaux, Jean Pollet, Paul Rebeyrolle, Gaëtan de Rosnay, Michel Thompson, Maurice Verdier, musée Estrine, Saint-Rémy-de-Provence, juin-septembre 2010.
- Vues : un siècle de regards sur les Alpilles - Auguste Chabaud, Albert Gleizes, Raymond Guerrier, André Marchand, Mario Prassinos, Maurice-Élie Sarthou, René Seyssaud, Jacques Winsberg, musée Estrine, Saint-Rémy-de-Provence, mars-mai 2015[27].
- Vingt ans de passion : Raymond Guerrier, Roger Lersy, François Heaulmé, Bernard Lorjou, Yvonne Mottet, Bernard Buffet, André Minaux…, galerie Florence Basset, Flassans-sur-Issole, juin-août 2015.
- La Provence, terre de rencontres entre artistes et écrivains, musée Regards de Provence, Marseille, du octobre 2015 au mars 2016.
- Les insoumis de l'art moderne - Paris, les années 1950, musée Mendjisky-Écoles de Paris, Paris, octobre-décembre 2016[28],[29].
- La Jeune Peinture - Paul Aïzpiri, Jean-Pierre Alaux, Bernard Buffet, Michel Ciry, Jean Commère, Bernard Gantner, Raymond Guerrier, Jean Jansem, André Minaux, Marcel Mouly, Michel Patrix, Paul Rebeyrolle…, musée Baron-Martin, Gray, juillet-octobre 2017.
- Le regard, les œuvres des années 1950-1960 - Gustav Bolin, Antal Biró, Francis Bott, Anita de Caro, Henri Déchanet, Alexandre Garbell, Maurice Ghiglion-Green, Raymond Guerrier, Jean Le Moal, Árpád Szenes…, La Capitale Galerie, Paris, février-mars 2023[30].

## Décors de théâtre
- Génousie, pièce de René de Obaldia, avec Jean Rochefort mise-en-scène de Roger Mollien, théâtre Récamier, Paris, 1960. Décors et costumes de Raymond Guerrier[31].

## Citations

### Dits de Raymond Guerrier
- « Je n'ai pas fini de prendre l'enseignement des grands anciens, à condition de ne pas peindre comme eux… J'essaie de rester très près de la nature, à travers toutes les transpositions depuis la pierre, ou l'eau, ou le fruit, ou la chair… jusqu'au tube : j'essaye ! » - Raymond Guerrier[32]

### Réception critique
- « Des toiles qui possèdent cette plénitude qui n'appartient qu'aux œuvres où l'esprit et la main se confondent dans la même action. » - Jean Chabanon[33]
- « Guerrier admire Rembrandt. "Mais, dit-il, si j'écoute la leçon des grands anciens, je ne veux pas peindre comme eux". Pour situer les choses dans un climat de mystère, Rembrandt se servait du clair-obscur. Guerrier peut obtenir le même effet par d'autres moyens. En fait, l'impression qui se dégage de ses peintures est plutôt une impression d'étouffement obtenue par la suppression de la perspective atmosphérique, l'usage des couleurs sourdes et l'importance de la matière. Celle-ci est rendue sensible par des rayures tracées en pleine pâte au moyen d'un clou. » - Connaissance des arts[34]
- « Sa peinture est comme lui secrète, un peu rude d'écorce, et ne se livre pas à la première approche… Les tons de sa palette ignorent les couleurs du prisme, d'une pureté anonyme de laboratoire ; pourtant, leur gravité ébranle la sensibilité, correspond de plus au sentiment confus d'inquiétude propre à notre temps. » - Jean Dalevèze[35]
- « Le peintre s'est fixé en Provence, à Eygalières, en 1955 : le paysage qui l'entoure a décanté sa vision : une figuration réduite à son essence, des tons nus austères où dominent les ocres et les natures mortes qui forment le meilleur de son œuvre. Guerrier retient uniquement les grandes formes, les rythmes essentiels. » - Gérald Schurr[16]
- « Discret et pudique, Guerrier refuse les confidences, renvoyant poliment vers ses toiles. Sa peinture est à son image, un art austère, miroir d'une époque où l'on ne voit pas toujours la vie en couleurs, des toiles où dominent les gris et les noirs, souvent très épais, parfois sortis directement du tube. Pendant les années cinquante comme par la suite, la représentation humaine est le plus souvent délaissée… Les formes, d'une simplicité massive, s'affirment de plus en plus épurées, géométriques. Parfois, des tons plus vifs, des ocres, des orange illuminent la composition, souvent d'imposants formats d'une force magistrale. Par la suite, le travail du peintre, qui sollicite toujours le réel, illustre l'opacité de la frontière entre abstraction et figuration et la futilité rétrospective des querelles passées. En témoignent ses natures mortes et ses paysages épurés à l'extrême où quelques traits seulement évoquent encore le sujet. Les noirs et les blancs dominent toujours, mais la palette s'ouvre au blanc, créant des contrastes accentuant encore la géométrie de la composition. » - Éric Mercier[6]

## Récompenses et distinctions
- Prix de la Jeune Peinture, 1953.
- Chevalier des arts et des lettres, 1957.

## Collections publiques

### Belgique
- Bruxelles, Bibliothèque royale de Belgique.

### États-Unis
- Saint-Louis, musée d'Art de Saint-Louis[34].

### France
- Albi, musée Toulouse-Lautrec : Le Lapin, huile sur toile, 100 × 81 cm[12].
- Arles, musée Réattu.
- Calais, musée des Beaux-Arts : Nature morte au crâne de cheval, huile sur toile, 97 × 146 cm[12].
- Le Havre, musée d'Art moderne André-Malraux.
- Lille, Centre d'Art sacré de Lille.
- Marseille, musée Cantini : Les Oliviers, huile sur toile, 60 × 92 cm[12].
- Meudon, musée d'Art et d'Histoire.
- Paris :
  - musée d'Art moderne de Paris : Les Poneys, 1964, huile sur toile, 162 × 130 cm[12].
  - musée national d'Art moderne.
- Pau, musée des Beaux-Arts : La Tauromachie, huile sur toile, 195 × 130 cm[12].
- Poitiers, musée Sainte-Croix : La Plage de Croix-de-Vie, huile sur toile, 89 × 116 cm[12].
- Puteaux, Fonds national d'art contemporain, dont dépôts[12] :
  - Place Lucien Herr, huile sur toile, 89 × 116 cm, Londres, ambassade de France au Royaume-Uni.
  - Paysage, huile sur toile, 73 × 92 cm, Paris, Assemblée nationale.
  - Le Cirque, huile sur toile, 130 × 162 cm, sous-préfecture de Saint-Jean-d'Angély.
- Rodez, musée Denys-Puech : Nature morte au canard, 1960, huile sur toile[12].
- Saint-Denis, musée d'Art et d'Histoire Paul Éluard.

### Japon
- Tokyo, musée d'Art moderne.

### Luxembourg
- Luxembourg, Musée national d'histoire et d'art.

### Suisse
- Pully, musée d'Art de Pully[36].

### Venezuela
- Caracas, musée des Beaux-Arts.

## Collections privées référencées
- Jean et Gisèle Boissieu[37].
- Jef Friboulet[38].